# Bryony Brind
Bryony Jane Susan St John Brind (Plymouth, 27 maggio 1960 – 2 dicembre 2015) è stata una danzatrice e attrice inglese, prima ballerina del Royal Ballet dal 1984 al 1991.

## Biografia
Bryony Brind nacque a Plymouth nel 1960, figlia del maggiore della Royal Navy Roger Brind e della moglie Jennifer Grey. A undici anni fu ammessa alla Royal Ballet School e nel 1977 vinse il Prix de Lausanne; l'anno successivo fu scritturata dal Royal Ballet.
Nel 1981 vinse il Premio Laurence Olivier per la sua performance nel balletto di Glen Tetley Dances of Albion al Covent Garden e nello stesso anno fece il suo debutto nel ruolo di Odette e Odile ne Il lago dei cigni. L'anno seguente danzò con Rudol'f Nureev ne La Bayadere, inaugurando una proficua partnership che li vide danzare ancora insieme nel Prodigal Son di George Balanchine e in The Tempest dello stesso Nureev. Nel 1984 fu promossa al rango di prima ballerina. Nei suoi ventiquattro anni con la compagnia danzò molti dei maggiori ruoli femminili del repertorio classico, neoclassico e romantico; inoltre, danzò in occasione delle prime di balletti coreografati dai maggiori coreografi dell'epoca, tra cui Frederick Ashton (Rhapsody, 1980), Kenneth MacMillan (Orpheus, 1982), David Bintley (Young Apollo nel 1984, ottenendo una seconda candidatura al Premio Laurence Olivier) e Michael Corder (Party Games, 1984). Nel 1991 lasciò il Covent Garden per danzare come prima ballerina ospite in diverse compagnie e dedicarsi alla recitazione.
Morì a Londra all'età di cinquantacinque anni, stroncata da un infarto.

## Filmografia parziale
- Presenze (The Turn of the Screw), regia di Rusty Lemorande (1992)